# 検索エンジン最適化
検索エンジン最適化（けんさくエンジンさいてきか、英: search engine optimization, SEO、サーチ・エンジン・オプティマイゼーション）とは、検索エンジンのオーガニックな検索結果において、特定のウェブサイトが上位に表示されるよう、ウェブサイトの構成や記述などを調整すること。また、その手法の総称。
サーチエンジン最適化ないし検索エンジン対策とも呼ばれ、ウェブポジショニングと同義である。サーチエンジンマーケティングとあわせて用いられることも多い。英語表記のSEOから「セオ」とも呼ばれる。 SEOという言葉は順位を上げることを指しているのではなく、検索エンジンがサイトを理解して適切な結果を反映させていくことを指している。 
順位決定には独自の計算式（アルゴリズム）が用いられるが、アルゴリズムは公開されていない場合も多く、特定の検索エンジンの特徴や基準を調査する専門家も存在する。
Googleは、例えば米国で1日あたり平均およそ2億4600万の検索結果を返しており、検索エンジン最適化を行うことは重要なマーケティングの一つである。また、ウェブ利用者の多くは「検索結果の上位に表示される企業はメジャーブランドである」と考える傾向にあることが明らかとなっている。
ウェブサイトを完全にインデックスさせるもっとも簡単で効果的な方法はサイトマップを提供することとされるが、これは検索結果には直接影響しない。

## 歴史
検索エンジン最適化は、1990年代半ば、最初期の検索エンジンが初期のウェブを登録した時に始まった。検索エンジンの登場によって自分のサイトへのアクセスが増加したため、多くのウェブページ所有者はすぐに検索エンジンの価値を評価するようになった。
サイト所有者の多くは、検索エンジン所定の方式にのっとり、自身のサイトのURLを検索エンジンのデータベースへ送信し、ウェブを探索するソフトウェア（クローラ）に親和性の高いウェブページを目指すため、自身のサイトを変更し始めた。そしてまもなく検索エンジン最適化を行う会社も立ち上げられ、検索エンジンの内部論理アルゴリズムの分析・探究が促進された。

## 論争
この産業が発展すると、YahooやGoogleなどの検索エンジン運営会社は良心的でないSEO企業がどんな手を使ってでも顧客のためにアクセス数を増やそうとするのを用心するようになった。
YahooやGoogleなどの検索エンジン運営会社は次々と対策を取って、不適切な検索エンジン最適化に分類されるテクニックによる操作を除去するように企図した。それに対し、いくつかのSEO会社は、さらに巧妙なテクニックを使って順位に影響を与えようとした。
Googleは特にスパム行為に厳しく、ドイツのBMWとリコーのウェブサイトがJavaScriptによるリダイレクトを行なった時にそれをスパム行為と判断し、検索対象から削除した事がある。日本でもサイバーエージェント系列のウェブサイトが、スタイルシートによって大量の隠し相互リンクをページ内に埋め込んだ行為をスパム行為と判断されて、検索対象から削除された。現在は、いずれのウェブサイトも対処を行い、再び検索対象となっている。
このように、検索結果から排除されることを、村八分になぞらえて検索エンジン八分、特に代表的な検索エンジンであるGoogleを代名詞としてグーグル八分と呼ぶ。

## 和解
当初は「ウェブページのページランキングを上げることを目的とするいかなる形態のSEOも検索エンジンスパムである」としてきた検索エンジン業者だったが、時が経つにつれて、「サーチエンジンの順位向上とアクセス増加の手段として受け容れられるもの」と「そうでないもの」に分かれるという結論に達した。
2000年代前半には、検索エンジンとSEO会社は非公式な休戦に達した。SEO企業にはいくつかの階層があり、もっとも評判の高い企業は内容に基づいた最適化を行い、検索エンジンの（渋々ながらの）承認をうけている。これらのテクニックには、サイトの案内やコピーライティングを改良して、ウェブサイトを検索エンジンのアルゴリズムによく知らせるように企図することが含まれる。
検索エンジン自体もSEO業界に接近し、しばしばSEOの会議やセミナーのスポンサーや来賓になっている。

## 手法
検索エンジン最適化には、適切なキーワードをタイトルやページ先頭に持ってくる手法や、検索エンジンスパムを使う手法まで、多様な手法が用いられる。検索エンジンスパムを利用したことが発覚すると、検索エンジンのインデックスから削除されるなどのペナルティが課せられることがある。特定のドメイン・IPアドレスを検索対象から除外するペナルティもあり、ドメイン・IPアドレスの再取得といったコストがかかってしまうことがある。
Googleのアルゴリズムには新しい情報を優遇するというルールがあり、このアルゴリズムのことをQDF(Query Deserves Freshness)という。ただし、これは"新着情報"を優遇するものであり、時事的でない情報を優遇するものではない。
2013年のインドのウェブマスター向け公式ブログや2014年のSMX Advancedにおいて、Googleは検索順位を決定するために200以上のアルゴリズムを利用していることを明言している。Googleはアルゴリズムを非公開としているが、世界中の専門家が議論を重ねたうえで独自に作成したアルゴリズムのリストが存在し各国で翻訳されている。これらのリストはGoogleが取得した特許や内部リーク情報などから作成されており、100％信頼できるものではないが、検索エンジン最適化を行う目安となっている。なお、アメリカ民間企業が実施した2014年度版の検索順位決定要因に関する調査では、特定のキーワードの影響力が減少する一方で、コンテンツの関連性や専門性などを重視する傾向が見られた。
検索エンジン最適化は、大きくホワイトハットSEOとブラックハットSEOに分類される。ホワイトハットSEOはユーザーに重点を置いた最適化で、ブラックハットSEOは検索エンジンを騙して不正に順位を上げようとする最適化である。検索エンジンのシステムの裏をかくような最適化を行っているウェブサイトは不適切とみなされ、検索結果から除外されることがある。なお、Googleは、自社が公開しているウェブマスター向けガイドライン（後述）に準拠している最適化の手法をホワイトハットSEO、そうでない手法をブラックハットSEOと定義している。GoogleはブラックハットSEOを行うことをバッドプラクティスであるとしており、ブラックハットSEOを行うとGoogle検索でサイトの掲載順位が下落したり、ページがGoogle検索から排除されたりすることがある。

### ホワイトハットSEO
検索エンジン最適化の手法のうち、ユーザーに重点を置いてサイトを改善する検索エンジン最適化のことをホワイトハットSEOと呼ぶ。この最適化の多くは、コンテンツを構造化して意味づけをする、検索エンジンが利用できるメタデータを提供する、等、SEOという手段が認知される以前から推奨されている手段を活用したものである。また、外部SEOのバックリンクの獲得においても、ホワイトハットSEOの実践が不可欠です。検索エンジンの評価を高めるためには、Googleが推奨する手法に従い、ユーザーに価値を提供しながら自然にリンクを獲得することが求められます。これにより、検索エンジンからのペナルティを避け、長期的な成果を出すことが可能です。

#### 目的キーワードの分析
検索エンジン最適化の出発点は、対象としたいウェブ利用者がどういったキーワードで必要とする情報を探しているかを理解することである。例えば、製品やサービスを比較しながら探す場合、検索ボックスには製品の固有名詞ではなく一般名称が、特定製品の機能名ではなく一般的な機能名が打ち込まれる傾向にある。

#### キーワードに沿ったページの構成
Googleは、ユーザーがサイトを検索するときに入力する可能性の高いキーワードをサイト内に含めることを推奨している。
あるページが、あるキーワードにどの程度関連しているかは、検索エンジン・スパイダーのアルゴリズムに基づいて決定される。検索エンジンは、ウェブサイトが閲覧されるときに閲覧者が読もうとするテキストを内容に基づいて整理し、そのページは何を記しているページで、あるキーワードに対する関連性がどの程度かを判断する。

#### リンクの作成
多くの検索エンジンは、ページの価値を判断する基準に、そのページにどれだけの被リンクがあるかという基準を採用している。したがって、ウェブ上の他の関係あるサイトに自分のコンテンツについて通知し、リンクを求めたり、自己が運営する既存のサイトから適切なリンクをはったりすることが対策として行われる。ユーザーに役立つページを作成することで、閲覧したユーザーからのリンクを得るという対策が行われることもある。
また、スパイダーはコンテンツのハイパーリンクを辿って巡回を行うので、検索エンジンに登録してもらいたい場合、そのページへのリンクを作成しておくことが必要になる。「サイトマップ」を作成することはその手法の一つで、推奨されていることでもある。サイトマップは、トップページやサイト上のすべてのページからリンクされているのが好ましい。このようなページがあると、ひとたびスパイダーがサイトを見つけた時に、そのサイト全体が索引化される確率が高まる。

#### HTMLによる最適化
検索エンジンは、HTMLのtitle、meta、strong、hnの各要素などを重視すると考えられているため、重要なキーワードをこのタグで囲って、重要であることを示すこともされる。例えば、見出しとして強調したい語句を font 要素などで赤く大きな文字で表示するようにマークアップすると、それは単に「赤くて大きな文字」というようにしか解釈されないが、h1 要素（とスタイルシートによる装飾）を使えば、検索エンジンにとっても、それが見出しであると解釈され、検索にヒットしやすくなるという具合である。これは、基礎的なセマンティック・ウェブと言うことも出来る。

### ブラックハットSEO
ホワイトハットSEOとは逆に、検索エンジンを騙し、ウェブページを本来よりも高く評価させる検索エンジン最適化のことをブラックハットSEOと呼ぶ。GoogleはブラックハットSEOに準ずる行為をウェブマスター向けガイドラインで禁じており、ブラックハットSEOやそれに準ずる行為を行うと手動による対策が適用されることがある。
Ptengineのマーケティング部門でVPを務めるジェフ・ドイッチュは、Googleに対するスパム行為で月収5万ドルの収益をあげていたことを明らかにした。Googleは毎日スパムにあたるワードを4億5000万個インデックスしているが、ドイッチュはこのシステムを潜り抜け、高く順位付けされる記事を生成するスパムマシンを構築し収益をあげていた。しかし、2012年3月16日、Googleのマット・カッツがALN（Authority Link Network）に関して言及したツイートを投稿し、その後GoogleによりALNネットワークが発見され、すべて破壊されたとされる。

#### 関係のないキーワード
背景色と同色にするなどして、ユーザーには見えない文字をページ内に埋め込む行為は、Googleが定めるウェブマスター向けガイドラインで禁じられている。“隠し文字”といわれる。スパムを役に立たないサイトにリンクすることも、Googleの悪い評価になる。

#### キーワードの乱用
検索結果でのランキングを操作するために、ウェブページにキーワードや数字を埋め込むことは、Googleが定めるウェブマスター向けガイドラインで禁じられている。電話番号の羅列や、サイト内容とは直接関係のない大量の地名（市名や区名など）の埋め込み、不自然なほどの同じ単語の繰り返しなどがこれに該当する。

#### 不適切なリンク
検索結果でのランキングを操作するために、ユーザーからは見えない隠しリンクを作成することは、Googleが定めるウェブマスター向けガイドラインで禁じられている。
リンク・スパム
Google検索は、適切に得られたのではない何千ものリンクを見て、あるページの関連度（ランキング）を高いと判断してしまう場合がある。SEO担当者らは所望のキーワードを内向きリンクのハイパーリンクされたテキストにおいている。「Google爆撃」 (en:Googlebombing) とも呼ばれるこの行為は、悪ふざけでもあり得るが、商業上の利益のため順位に影響を与える意図的な試みでもありうる。

#### ドアページの作成
目的とするページへの誘導のみを目的としたページを作成し、検索エンジン用に文書構造などを最適化する。入り口になるページはドアページと呼ばれる。

#### クローキング
クローキングは、人間に見えるページと異なるページを検索エンジン・スパイダーに提供する技術。検索エンジン最適化の手法のうち最も論争の種となるものである。クローキングは特定のウェブサイトのコンテンツを検索エンジンを誤解させる不当な試みでありうる一方で、検索エンジンが処理・解読できないが人間の閲覧者に有用なコンテンツを提供するのに用いることができる。クローキングはウェブサイトのアクセシビリティを視覚障害者やその他の障害者に提供することにも用いられる。あるクローキング行為が倫理的か否かを判定するよい基準のひとつは、その行為がアクセシビリティを高めているかどうかである。

#### リンクの売買
検索エンジンでの結果を向上させることを目的として、他サイトからのリンクを購入し、あるいは自サイトからのリンクを販売したりすること。Googleはこれを禁じ、不当な有料リンクの報告を募っている。
Googleはこの行為に対し、サイトからの不自然なリンクという個別のペナルティを設けている. これはgoogle 2020のアップデートです。

#### 無名な検索エンジンへの登録
Googleは、無名な検索エンジンへ登録することをスパム行為であると認定している。

## Google
ユーザーが検索フィールドに入力する単語数の平均は3.1単語であり、Googleはこれらの入力をもとに、数千、場合によっては何百万ものページを検索結果として返す。Googleには、3つの単語をもとにして最良の検索結果を提供する高度な方法が用意されている。これらの結果のうち、10件のみが検索結果の最初のページに表示される。
また、Googleはウェブページをクロールするために膨大な数のコンピュータを使用しており、これを行うプログラムはGooglebotと呼ばれる。
Googleの検索エンジンの順位付けでは、ページ内のコンテンツと外部からの被リンク（バックリンク）の量と質に重点が置かれる。なお、rel="nofollow" が付与されている発リンクは評価の対象とならない。Googleにはほかにも200以上の要素を用いて順位付けを行っているが、それらの要素が与える影響はコンテンツや被リンクと比較すれば小さいものである。なお、これらの2つの要素が最重要視されているのは、コンテンツのないページが上位に表示されることを防ぐため、また被リンクがないとページを評価することができないためである。
WebmasterWorldのフォーラムアドミニストレータによれば、被リンクは主にこれらの8つの要因によって評価される。

- リンクしているサイトのトラスト
- リンクしているサイトのオーソリティ
- リンクが出現するページの場所
- リンクの入れ替わり
- リンクしているサイトの多様性
- アンカーテキストの自然な多様性
- キーワードが入ったリンクの自然な増加率
- リンクの数

また、上記に加えて、リンクで接続している互いのサイトのトピックの関連性が重要であるとされることもある。関連が少ないドメインからの被リンクはGoogleから自然な被リンクと見なされず、逆に評価を下げる可能性も示唆されている。
これらリンクしているサイトに関して、シードドメインと呼ばれるSEO上の評価が高いサイトが存在しているとされているが、公式から発表された情報ではなく注意が必要である。
Googleは、検索エンジン最適化を行う業者を利用することは時間の節約になる一方で、サイトの信用が損なわれるおそれもあるとしている。また、Googleは不審なメールを配信する業者に注意を払うよう呼び掛けており、業者を探す前にまず検索エンジンの仕組みについて理解しておくことを推奨している。PageRankを販売する悪質なSEO業者を利用しペナルティを受け、業者リンクの削除を依頼しても応じなかったり、リンクの削除に法外な料金を請求したりする業者に遭遇した場合は、再審査リクエストのほかにリンク否認ツールをあわせて利用することを呼び掛けている。

### ウェブマスター向けガイドライン
Googleは、ウェブマスター向けガイドラインと呼ばれる、ウェブページの登録やランク付けをスムーズに行わせるためのウェブページの作り方を示したガイドラインを公開している。このガイドラインでは、Googleがウェブページを検出・理解しやすくするために行うべきことや、検索エンジン最適化においてGoogleに認められない手法などが記されている。品質に関するガイドラインでは、基本方針として「ユーザーの利便性を第一に考える」ことが挙げられている。
Googleは、ブラックハットSEOに分類される最適化のうちいくつかをこのウェブマスター向けガイドラインの品質に関するガイドラインの節で明示的に禁止しており、品質に関するガイドラインへの違反が確認された場合、ペナルティを与えられることがある。多くは掲載順位の低下で、場合によっては検索結果にまったく表示されなくなるGoogle八分を受けることもある。また、Googleはブラックハットな手法について「サイトの評判を傷つける」と警告している。

### 常時SSL化の推進
Googleはウェブサイトの常時SSL化を推進しており、常時SSL化されているウェブサイトを（条件付きで）検索結果で待遇するとしている。また、HTTPSが用いられているページは優先的にGoogleのインデックスへ登録される。
Googleによると、常時SSL化されているウェブサイトのインデックスを待遇する条件は次のとおりである。

- セキュアでない依存関係が含まれていない。
- robots.txtによってクロールがブロックされていない。
- セキュアでない HTTP ページに（または HTTP ページを経由して）ユーザーをリダイレクトしていない。
- HTTP ページへの rel="canonical" リンクが含まれていない。
- noindex robots メタタグが含まれていない。
- 同一ホスト上の HTTP ページヘのリンクが含まれていない。
- サイトマップに HTTPS URL が掲載されている（または URL の HTTP バージョンが掲載されていない）。
- サーバーに有効な TLS 証明書がある。

GoogleはHTTPサイトを安全でないと明示する計画を実行しており、この一環として、Google ChromeではユーザーがHTTPサイトに機密情報を入力する際にユーザーに警告を出すようになっている。

### モバイルファーストインデックス
モバイルファーストインデックス（MFI）とは、モバイル向けに提供されるウェブページを主な評価の対象とするGoogleのランキングシステムのことで、2018年3月27日より開始。従来はコンピュータ向けのページをクロールして検索結果に表示する各種情報を算出してきたが、以降は主にモバイル向けのページに基づいて検索結果が作成されるようになる。これは、モバイルから検索するユーザーが増加したためである。

### ページエクスペリエンス
ページエクスペリエンスとは、2020年にGoogleが発表したランキングシグナル。ウェブにおけるユーザー体験を快適にするための取り組みとして、Google検索のランキングにページエクスペリエンスシグナルを導入する計画が発表された。これにより、サイト運営者はより高くGoogleから評価されるためにユーザー体験の向上に取り組み、ウェブ全体の改善が期待できる。

## テクニック
- ランディングページ最適化
- ミラーサイト
- ドアウェイページ
- クローキング (en:Cloaking)
- リンクファーム